# Затолокін Віктор Андрійович
Ві́ктор Андрі́йович Затоло́кін (1928—2004) — директор Прилуцької гімназії № 5, відмінник народної освіти, нагороджений медаллю ім. Макаренка.

## Життєпис
Народився 1928 року в слободі Михайлівка Желєзногорського району Курської області; його батько був кравцем, мама — робітницею. 1937-го вступив до першого класу Михайлівської середньої школи. 1940 року сім'я переїхала до міста Дмитрієв Курської області; літні канікули 1941 року провів у тітки в місті Прилуки, звідки й був евакуйований із рідними до Казахстану, продовжив навчання у селі Каштук Чкаловської (нині Оренбурзька область). 1944 року закінчив 8 класів середньої школи № 1 у місті Прилуки. 1946 року сім'я Затолокіних повернулася у слободу Михайлівка. 1952-го закінчив Ніжинський педагогічний інститут.
Від 1952 року працював учителем історії середньої школи № 5 міста Луцька, з 1953-го — у середній школі № 1 Прилук. З 1954 року — в прилуцькій середній школі № 5. З 1958 по 1993 рік — директором школи № 5, потім — заступник директора з наукової роботи. 1972 року була введена в дію нова будівля школи № 5 — побудовано велику майстерню, стадіон, обладнано 21 сучасний кабінет. 1990 року загальноосвітня школа стала гімназією — спочатку створили 6 гімназичних класів, а в 1993-му їх було вже 12. Декілька разів обирався депутатом міської ради, очолював комісію по культурі і народній освіті.
Є автором наукового дослідження «Сучасні педагогічні технології».
Нагороджений орденом «Знак пошани», знаком «Відмінник народної освіти», медаллю ім. Макаренка, медаллю «Ветеран праці», знаком міської ради «Честь і слава».
Помер 2004 року в Прилуках.
Його іменем названо школу № 5, у якій працював Затолокін.
За словами людей, які знали Затолокіна, він завжди розмовляв лише російською мовою — української так і не вивчив.[джерело?]